# Ватерполо репрезентација Сједињених Америчких Држава
Ватерполо репрезентација Сједињених Амерички Држава представља Сједињене Америчке Државе на међународним ватерполо такмичењима. 

## Резултати на међународним такмичењима

### Олимпијске игре
- 1900: Није се квалификовала
- 1904:  Победник
- 1908: Није се квалификовала
- 1912: Није се квалификовала
- 1920: 4. место
- 1924:  3. место
- 1928: Четвртфинале
- 1932:  3. место
- 1936: 9. место
- 1948: 9. место
- 1952: 4. место
- 1956: 5. место
- 1960: 7. место
- 1964: 9. место
- 1968: 5. место
- 1972:  3. место
- 1976: Није се квалификовала
- 1980: Није учествовала
- 1984:  2. место
- 1988:  2. место
- 1992: 4. место
- 1996: 7. место
- 2000: 6. место
- 2004: 7. место
- 2008:  2. место
- 2012: 8. место
- 2016: 10. место

### Светско првенство
- 1973: 5. место
- 1975: 8. место
- 1978: 5. место
- 1982: 6. место
- 1986: 4. место
- 1991: 4. место
- 1994: 6. место
- 1998: 7. место
- 2001: 7. место
- 2003: 6. место
- 2005: 11. место
- 2007: 9. место
- 2009: 4. место
- 2011: 6. место
- 2013: 9. место
- 2015: 7. место

### Панамеричке игре
| - 1951: 3. место - 1955: 2. место - 1959: Победник - 1963: 2. место - 1967: Победник | - 1971: Победник - 1975: 2. место - 1979: Победник - 1983: Победник - 1987: Победник | - 1991: 2. место - 1995: Победник - 1999: Победник - 2003: Победник - 2007: Победник |

### Светски куп
| - 1979: 2. место - 1981: 4. место - 1983: 4. место - 1985: 2. место - 1987: 4. место | - 1989: 8. место - 1991: Победник - 1993: 4. место - 1995: 4. место - 1997: Победник | - 1999: 6. место - 2002: 6. место - 2006: Није се квалификовала - 2010: 4. место - 2014: 4. место |

### Светска лига
- 2002: Квалификациони турнир
- 2003:  3. место
- 2004: 6. место
- 2005: 2. квалификациони турнир
- 2006: 5. место
- 2007: 5. место
- 2008:  2. место
- 2009: 4. место
- 2010: 5. место
- 2011: 4. место
- 2012: 4. место
- 2013: 4. место
- 2014: 5. место
- 2015: 4. место
- 2016:  2. место